# Pithecellobium
Pithecellobium es un género de plantas  perteneciente a la familia Leguminosae. Se les conoce como granadillo, guaiacan o guamúchil. Comprende 545 especies descritas y de estas, solo 75 aceptadas.

## Descripción
Son árboles o arbustos; plantas hermafroditas. Hojas bipinnadas, generalmente con un solo par de pinnas (en Nicaragua), y un menor número de especies con varios pares de pinnas; pecíolos con glándulas apicales entre el par basal de pinnas, estípulas espiniformes. Inflorescencias de capítulos o espigas, pedúnculos largos; corola 5–6-lobada; estambres más de 10, monadelfos, nectario intrastaminal ausente. Fruto cartáceo o coriáceo, temprana o tardíamente dehiscente, enrollado, márgenes generalmente enteros, mesocarpo grueso o delgado; semillas con testa coriácea o papirácea, siempre con arilo.

## Distribución
Se encuentra desde el sur de Estados Unidos (Florida) a Sudamérica tropical.

## Taxonomía
El género fue descrito por Carl Friedrich Philipp von Martius  y publicado en Flora 20(2, Beibl.): 114. 1837.

## Especies aceptadas
A continuación se brinda un listado de las especies del género Pithecellobium aceptadas hasta noviembre de 2014, ordenadas alfabéticamente. Para cada una se indica el nombre binomial seguido del autor, abreviado según las convenciones y usos.	
- Pithecellobium albicaule Britton & Rose
- Pithecellobium bahamense Northr.
- Pithecellobium benthamianum
- Pithecellobium bertolonii Benth.
- Pithecellobium bifoliolatum
- Pithecellobium bijugatum
- Pithecellobium bipinnatum L.Rico
- Pithecellobium brevipes
- Pithecellobium brownii Standl.
- Pithecellobium caesalpinioides
- Pithecellobium campechense
- Pithecellobium candidum
- Pithecellobium circinale (L.) Benth. - mezquite[3]
- Pithecellobium cochliocarpum
- Pithecellobium concinnum Pittier
- Pithecellobium cordifolium
- Pithecellobium cynodonticum Barneby & J.W.Grimes
- Pithecellobium decandrum
- Pithecellobium discolor, llamado abey[4] en Venezuela y las Antillas
- Pithecellobium diversifolium
- Pithecellobium domingense
- Pithecellobium dulce  (Roxb.) Benth.
- Pithecellobium elachistophyllum
- Pithecellobium elegans
- Pithecellobium excelsum (Kunth) Mart.
- Pithecellobium filipes (Vent.) Benth.
- Pithecellobium flavovirens
- Pithecellobium furcatum Benth.
- Pithecellobium glaucescens
- Pithecellobium guaraniticum
- Pithecellobium guaricense
- Pithecellobium guatemalense
- Pithecellobium gummiferum
- Pithecellobium halogenes
- Pithecellobium hansemannii
- Pithecellobium histrix (A.Rich.) Benth.
- Pithecellobium hymenaeafolium (Willd.) Benth - guamá[3]
- Pithecellobium insigne Micheli
- Pithecellobium jiringa
- Pithecellobium johansenii Standl.
- Pithecellobium keyense Coker
- Pithecellobium laetum
- Pithecellobium lanceolatum (Willd.) Benth. - bobo[3]
- Pithecellobium larensis
- Pithecellobium lentiscifolium
- Pithecellobium leucosericeum
- Pithecellobium longipendulum
- Pithecellobium macrandrium
- Pithecellobium maestrense
- Pithecellobium marthae
- Pithecellobium mataybifolium
- Pithecellobium micradenium
- Pithecellobium microchlamys
- Pithecellobium mucronatum
- Pithecellobium nicoyanum
- Pithecellobium obliquifoliolatum
- Pithecellobium oblongum Benth.
- Pithecellobium obovale
- Pithecellobium pachypus Pittier
- Pithecellobium peckii S.F.Blake
- Pithecellobium pistaciifolium
- Pithecellobium platycarpum Merr.
- Pithecellobium roseum
- Pithecellobium salutare
- Pithecellobium seleri Harms (Guatemala, Honduras)
- Pithecellobium spinulosum
- Pithecellobium splendens
- Pithecellobium steyermarkii
- Pithecellobium striolatum
- Pithecellobium tenue Craib
- Pithecellobium tonduzii
- Pithecellobium tuerckheimii
- Pithecellobium unguis-cati (L.) Benth. - espinillo, quamochitl.[3]
- Pithecellobium velutinum
- Pithecellobium vietnamense I.C.Nielsen